# Микеладзе, Кетеван Семёновна
Княжна Кетеван (Кето) Семёновна (Симоновна) Микеладзе (груз. ქეთევან "ქეთო" სვიმონის ასული მიქელაძე; 1905 — 1956) — российская представительница древнего грузинского аристократического рода, модельер-дизайнер.

## Биография
Родилась в 1905 году.
Была замужем за русским офицером датского происхождения — капитаном Лассеном, который служил в Иране и избежал резни его солдат в городе Урмия во время конституционной революции. После смерти мужа в 1930 году, в сопровождении своей дочери Сигрид Лассен, Кетеван через Париж переехала в Нью-Йорк. В 1931 году она стала работать моделью в одном из отделов универмага Bergdorf Goodman на Пятой авеню. Некоторое время была в числе девушек Зигфелда (англ. Ziegfeld girl); потом — портнихой и модной продавщицей. Стала известной нью-йоркской модисткой, была дизайнером отдела нижнего белья компании Elizabeth Arden Inc. Сама Элизабет Арден была очарована княжной из русской дворянской семьи. Кетeван также стала близким другом предпринимательницы Элен Рубинштейн. Вскоре она открыла свой собственный бизнес, связанный с моделированием платьев и магазин белья в Нью-Йорке, имеющие имя Ketto Inc.
Её дочь Сигрид обучалась музыке, став певицей и светской львицей. Выступала в опере и снималась в некоторых фильмах.
Умерла в 1956 году.